# Cleopatra: L'ultima regina d'Egitto
Cleopatra: L'ultima regina d'Egitto (Le Dernier Rêve de Cléopâtre) è un libro scritto da Christian Jacq, pubblicato in Francia nel 2012, e in Italia nel 2017.

## Personaggi
- Cleopatra
- Tolomeo: fratello minore di Cleopatra.

## Edizioni
- Christian Jacq, Cleopatra: L'ultima regina d'Egitto, traduzione di Maddalena Togliani, Mantova, Tre60, 22 giugno 2017,  p. 333, ISBN 978-8867023868.
- Christian Jacq, Cleopatra: L'ultima regina d'Egitto, traduzione di Maddalena Togliani, Tea più, Milano, TEA, 21 marzo 2019,  p. 333, ISBN 978-8850252480.
- Christian Jacq, Cleopatra: L'ultima regina d'Egitto, traduzione di Maddalena Togliani, Super TEA, Milano, TEA, 20 gennaio 2023,  p. 334, ISBN 9788850265169.